# سمير جريس
سمير مينا جريس هو صحفي ومترجم مصري يعيش في ألمانيا. يترجم من اللغة الألمانية إلى العربية، وحاصل على عدد من الجوائز في الترجمة من أبرزها: جائزة الشيخ حمد للترجمة والتفاهم الدولي عام 2018، وجائزة الملك عبد الله بن عبد العزيز العالمية للترجمة عام 2022.

## عنه
ولد في القاهرة عام 1962، ودرس اللغة الألمانية وآدابها في القاهرة وجامعة ماينتس بألمانيا. ترجم سلسلة من الأعمال الأدبية الألمانية المعاصرة إلى العربية، منها «عازفة البيانو» للكاتبة النمساوية إلفريده يلينك الحائزة على جائزة نوبل عام 2004، و«الكونتراباص» للكاتب الألماني باتريك زوسكيند، و«الوعد» للكاتب السويسري فريدريش دورنمات، و«صداقة» للكاتب النمساوي توماس برنهارد، و«دون جوان» للروائي النمساوي بيتر هاندكه (نوبل 2019).
صدر له في مطلع عام 2016 كتاب ألفه عن الكاتب الألماني الكبير غونتر غراس الذي حصل على جائزة نوبل عام 1999. نُشر الكتاب لدى دار «الكتب خان» المصرية بعنوان «غونتر غراس ومواجهة ماض لا يمضي»، ويعتبر أول كتاب نقدي بالعربية عن جراس.

## إصدارات

### ترجمات
| الكتاب                              | المؤلف                | التاريخ | ملاحظات                        |
| ----------------------------------- | --------------------- | ------- | ------------------------------ |
| عازفة البيانو                       | إلفريده يلينك         | 2005    |                                |
| حرفة القتل                          | نوربرت جشتراين        | 2014    |                                |
| السقوط                              | فريدريش دورنمات       | 2017    | [ 4 ]                          |
| قاتل لمدة عام                       | ريدريش كريستيان دليوس | 2018    | رواية.                         |
| تقرير موضوعي عن سعادة مدمن المورفين | هانس فالادا           | 2018    | [ 6 ]                          |
| الطباخ                              | مارتن زوتر            | 2018    | رواية.                         |
| قصص بسيطة                           | إنجو شولتسه           | 2018    |                                |
| الوعد                               | فريدريش دورنمات       | 2018    | رواية.                         |
| فهرس بعض الخسارات                   | يوديت شالانسكي        | 2018    |                                |
| سنّ الأسد                            | فولفغانغ بورشرت       | 2019    | [ 9 ]                          |
| دون جوان يحكي عن نفسه               | بيتر هاندكه           | 2019    | [ 10 ]                         |
| صداقة مع ابن شقيق فيتغنشتاين        | توماس برنهارد         | 2019    | [ 11 ] [ 12 ]                  |
| العاصمة                             | روبرت ميناسه          | 2019    | رواية.                         |
| 99 في المئة                         | برتولت برشت           | 2019    | ترجمة بالاشتراك مع ريم نجمي.   |
| العطل                               | فريدريش دورنمات       | 2020    | قصص.                           |
| مدرسة المستبدّين                     | إريش كستنر            | 2020    | مسرحية                         |
| حلم                                 | أرتور شنيتسلر         | 2020    | نوفيلا.                        |
| شتيلر                               | ماكس فريش             | 2021    | رواية                          |
| الزمن المؤجل                        | إنجبورج باخمان        | 2021    | ترجمة بالاشتراك مع يوسف ليمود. |
| اكتشاف البطء                        | ستن نادولني           | 2022    | رواية.                         |
| غبار                                | سفنيا لايبر           | 2022    | رواية.                         |
| فابيان                              | إريش كستنر            | 2024    | رواية                          |

### مؤلفات
| الكتاب                         | التاريخ | ملاحظات |
| ------------------------------ | ------- | ------- |
| جونتر جراس ومواجهة ماضٍ لا يمضي | 2016    | [ 19 ]  |

## جوائز وتكريم
- 1996: الجائزة الأولى في ترجمة القصة من المجلس الأعلى للثقافة في مصر.[20]
- 2014: جائزة الترجمة الأدبية من الألمانية إلى العربية من معهد غوته بالقاهرة
- 2018: جائزة الشيخ حمد للترجمة والتفاهم الدولي، المركز الثالث، عن ترجمة «حياة» لدافيد فاغنر[21]
- 2022: جائزة الملك عبد الله العالمية للترجمة، فئة إنجاز الأفراد[22]